# Magyarország a 2005-ös atlétikai világbajnokságon
Magyarország a finnországi Helsinkiben megrendezett 2005-ös atlétikai világbajnokság egyik részt vevő nemzete volt. Az ország a világbajnokságon 16 sportolóval képviseltette magát, akik összesen 1 érmet szereztek.

## Érmesek
| Érem      | Versenyző        | Versenyszám | Dátum         |
| --------- | ---------------- | ----------- | ------------- |
| Bronzérem | Zsivoczky Attila | Tízpróba    | augusztus 10. |

## Eredmények

### Férfi
| Versenyző  | Versenyszám | Előfutam | Előfutam | Előfutam | Elődöntő | Elődöntő | Elődöntő | Döntő   | Döntő    |
| Versenyző  | Versenyszám | Idő      | Hely.    | Össz.    | Idő      | Hely.    | Össz.    | Idő     | Helyezés |
| ---------- | ----------- | -------- | -------- | -------- | -------- | -------- | -------- | ------- | -------- |
| Dezső Ákos | 400 m gát   | 51,36    | 5.       | 28.      | kiesett  | kiesett  | kiesett  | kiesett | kiesett  |

| Versenyző       | Versenyszám   | Selejtező | Selejtező | Döntő    | Döntő    |
| Versenyző       | Versenyszám   | Eredmény  | Helyezés  | Eredmény | Helyezés |
| --------------- | ------------- | --------- | --------- | -------- | -------- |
| Boros László    | Magasugrás    | 215 cm    | 23.       | kiesett  | kiesett  |
| Kővágó Zoltán   | Diszkoszvetés | 64,30 m   | 6.        | 62,94 m  | 10.      |
| Máté Gábor      | Diszkoszvetés | 58,97 m   | 26.       | kiesett  | kiesett  |
| Varga Roland    | Diszkoszvetés | 61,94 m   | 15.       | kiesett  | kiesett  |
| Pars Krisztián  | Kalapácsvetés | 78,86 m   | 5.        | 78,03 m  | 7.       |
| Horváth Gergely | Gerelyhajítás | 72,33 m   | 22.       | kiesett  | kiesett  |

| Versenyző        | Versenyszám | 100 m | 100 m | Távolugrás | Távolugrás | Súlylökés | Súlylökés | Magasugrás | Magasugrás | 400 m | 400 m | 110 m gát | 110 m gát | Diszkoszvetés | Diszkoszvetés | Rúdugrás | Rúdugrás | Gerelyhajítás | Gerelyhajítás | 1500 m  | 1500 m | Végeredmény | Végeredmény |
| Versenyző        | Versenyszám | Idő   | Pont  | Eredmény   | Pont       | Eredmény  | Pont      | Eredmény   | Pont       | Idő   | Pont  | Idő       | Pont      | Eredmény      | Pont          | Eredmény | Pont     | Eredmény      | Pont          | Idő     | Pont   | Pont        | Helyezés    |
| ---------------- | ----------- | ----- | ----- | ---------- | ---------- | --------- | --------- | ---------- | ---------- | ----- | ----- | --------- | --------- | ------------- | ------------- | -------- | -------- | ------------- | ------------- | ------- | ------ | ----------- | ----------- |
| Zsivoczky Attila | Tízpróba    | 10,90 | 883   | 703        | 821        | 15,72     | 834       | 215        | 944        | 49,29 | 848   | 15,15     | 831       | 49,58         | 862           | 480      | 849      | 63,02         | 783           | 4:32,17 | 730    | 8385        | Bronzérem   |

### Női
| Versenyző       | Versenyszám    | Előfutam | Előfutam | Előfutam | Elődöntő | Elődöntő | Elődöntő | Döntő   | Döntő    |
| Versenyző       | Versenyszám    | Idő      | Hely.    | Össz.    | Idő      | Hely.    | Össz.    | Idő     | Helyezés |
| --------------- | -------------- | -------- | -------- | -------- | -------- | -------- | -------- | ------- | -------- |
| Petráhn Barbara | 400 m          | 53,09    | 6.       | 36.      | kiesett  | kiesett  | kiesett  | kiesett | kiesett  |
| Kálovics Anikó  | 5000 m         | 15:46,36 | 12.      | 22.      |          |          |          | kiesett | kiesett  |
| Tóth Lívia      | 3000 m akadály | 9:51,03  | 7.       | 20.      |          |          |          | kiesett | kiesett  |

| Versenyző        | Versenyszám   | Selejtező | Selejtező | Döntő    | Döntő    |
| Versenyző        | Versenyszám   | Eredmény  | Helyezés  | Eredmény | Helyezés |
| ---------------- | ------------- | --------- | --------- | -------- | -------- |
| Győrffy Dóra     | Magasugrás    | 191 cm    | 7.        | 189 cm   | 9.       |
| Molnár Krisztina | Rúdugrás      | 415 cm    | 18.       | kiesett  | kiesett  |
| Vaszi Tünde      | Távolugrás    | 662 cm    | 4.        | 632 cm   | 10.      |
| Orbán Éva        | Kalapácsvetés | 64,26 m   | 21.       | kiesett  | kiesett  |
| Szabó Nikolett   | Gerelyhajítás | 55,17 m   | 20.       | kiesett  | kiesett  |